# Соржицька сільська рада
55°3′59″ пн. ш. 29°42′46″ сх. д. / 55.06639° пн. ш. 29.71278° сх. д.
Соржицька сільська рада (біл. Соржыцкі сельсавет) — адміністративно-територіальна одиниця у складі Бешенковицького району, Вітебської області Білорусі. Адміністративний центр сільської ради — село Соржиця.

## Розташування
Соржицька сільська рада розташована у північній частині Білорусі, в центральній частині Вітебської області, на захід — південний захід від обласного центру Вітебськ та на схід — північний схід від районного центру Бешенковичі.
На території сільської ради розташовані десятки малих і великих озер, найбільші із них: Саро (5,31 км²), Островинське (1,33 км²). В північній частині сільради протікають річки: Західна Двіна із кількома невеликими правими притоками, зокрема: Чороногостна, Бікложа.

## Склад сільської ради
До складу Соржицької сільської ради входить 30 населених пунктів:
| - Бардаши — село. - Берешевці — село. - Беркове — село. - Великі Павловичі — село. - Буділове — агромістечко. - Вяжище — село. - Гнєздилове — село. - Городець — село. - Дашкове — село. - Дуброве — село. | - Жаури — село. - Забілля — село. - Задоріжжя — село. - Замошшя — село. - Засор'є — село. - Застінки — село. - Кудяни — село. - Лихошине — село. - Малі Павловичі — село. - Мартаси — село. | - Мокряни — село. - Падаки — село. - Рев'яки — село. - Свєтогорове — село. - Синиці — агромістечко. - Синяни — село. - Соржиця — село. - Холм — село. - Черногосття — село. - Щикотовщина — село. |

Населені пункти, які раніше існували на території сільської ради — ліквідовані та зняті з обліку:
- Осинівка — село.
- Лихачі — село.
- Стрелище — село.